# 馬庫斯·喬丹
馬庫斯·喬登（英語：Marcus Jordan，1990年12月24日—）是美國前大學籃球球員，曾效力於美國聯盟的中央佛羅里達大學男子籃球隊。他是國家籃球協會（National Basketball Association，NBA）名人堂球員麥可·喬登之子。

## 早年生活
馬庫斯生於1990年12月24日，他是著名的籃球員麥可·喬登與胡安妮塔·喬登（Juanita Jordan）的兒子。他的哥哥杰弗利與妹妹賈斯敏（Jasmine）。杰弗利同樣就讀於羅耀拉學院（2007年畢業），並從伊利諾轉往中央佛羅里達大學，與馬庫斯一同打他最後一個賽季的大學籃球。然而，杰弗利在2012年1月時離開了中央佛羅里達大學。

## 籃球生涯

### 高中
馬庫斯原本與杰弗利一同在伊利諾州威爾梅特的罗耀拉学院打高中籃球。在馬庫斯二年級時，兩人帶領球隊打進聯盟冠軍賽，且這也是校史的最佳賽季。馬庫斯在三年級時轉往芝加哥的惠特尼·揚高中就讀。
2009年3月22日，馬庫斯幫助惠特尼·揚海豚隊奪得伊利諾伊州4A錦標賽冠軍。馬庫斯得到全場最高的19分，帶領惠特尼·揚以69比66打敗沃基根。
馬庫斯被ESPNU評為全國高三生中的60位最佳得分後衛，場均10.0分、4.5個籃板及3.2次助攻，並贏得國家聯賽最有價值球員的殊榮。

### 大學
馬庫斯至佛羅里達州奧蘭多的中央佛羅里達大學打大學籃球。在他大一的時候是中央佛羅里達大學與愛迪達五年合約的最終年，但馬庫斯出於對他父親麥可·喬登的忠誠，堅持穿耐吉飛人喬登的球鞋。這最終也促使愛迪達終止了對中央佛羅里達大學的贊助合約。
馬庫斯在2009－10賽季的大一年有著場均8.0分，包含聯盟賽的場均10.3分與3次助攻。 2010年11月12日，喬登在2010－11賽季的開幕戰奪得生涯新高的28分，11投8中及7投5中的三分線出手，帶領中央佛羅里達大學打敗西佛羅里達大學。他也曾在2010年12月1日以全隊最高的18分帶領球隊擊敗佛羅里達大學。
馬庫斯決定在2012年8月離開中央佛羅里達大學籃球隊，但仍將在該校完成學業。2013年他取得酒店管理专业的学位毕业。

## 外部連結
- Jordan on scout.com （页面存档备份，存于）
- Jordan on rivals.com （页面存档备份，存于）
- Jordan on ESPN （页面存档备份，存于）
- Marcus Jordan News
- University of Central Florida's Men's Basketball Page
- Marcus Jordan's University of Central Florida's Men's Basketball Profile